# Universitat Carolina de Praga
La Universitat Carolina de Praga (Univerzita Karlova v Praze en txec) és una universitat situada a la ciutat de Praga, a la República Txeca. Gaudeix d'un notable prestigi tant nacional com internacional i destaca per tenir el lectorat de català més important d'Europa, que va iniciar-se el 1991 i es va establir manera oficial el 1993.
Des de 1999 la Universitat és dirigida pel Dr. Václav Hampl. En el Rànquing de QS de 2024 estava classificada entre la 201 i la 300 del món i primera del país.

## Història
Malgrat els intents del rei Venceslau II de Bohèmia per crear un Studium general (Estudi General) a Praga, no fou fins al regnat de Carles IV que la Universitat fou creada (1348), tot inspirant-se en el model de les Universitats de Bolonya i de la Sorbona de París (d'aquí el nom de Carolina). Per tant, es tracta de la universitat més antiga d'Europa oriental.
Ben prest la Universitat s'organitzà com un Studium general de l'època amb la creació de les facultats d'Art, Teologia, Dret i Medicina. A més, amb el ressorgiment de la litúrgia eslava, la Universitat s'encarregava de la formació de cantors per a la Catedral de Sant Vit de la ciutat. Malgrat Carles IV la fundés amb la idea que s'encarregués de la formació intel·lectual dels notables i nobles de Bohèmia, a ella assistien alumnes de tot el Sacre Imperi Romanogermànic del qual el rei Carles IV en fou l'emperador. Per això els alumnes de la Universitat s'organitzaren el 1363 en les següents nacions (nationes):
- Txeca (que també incloïa els alumnes de Moràvia, Hongria i Sèrbia).
- Polonesa (que també incloïa als estudiants de Silèsia i els Estats alemanys).
- Bavaresa.
- Saxona (que incloïa els alumnes de Suècia, Noruega i Dinamarca).

Malgrat tot, els dos grups hegemònics eren els txecs i els alemanys, que es repartien tot els pes als òrgans de decisió i mostraven una enorme rivalitat entre ells. Aquest fet fou molt comú en totes les institucions de Praga fins ben entrat el segle xx.
La Universitat arribà a adquirir un notable prestigi a tot Europa i organitzà intercanvis amb altres universitats d'Europa Occidental.
El corrent de pensament predominant a la Universitat era la del teòleg John Wycliffe, partidària del pelagianisme. Per tant, era considerada un corrent heretge per l'Església. Aquest fet fou molt contestat per la comunitat alemanya, més partidària del nominalisme. El conflicte fou solucionat per Venceslau IV de Bohèmia quan donà la supremacia als txecs, per la qual cosa els alemanys fundaren una nova universitat a Leipzig (Alemanya) el 1409. Tanmateix, el rector de la Universitat, Jan Hus, fou condemnat per heretge i cremat a la foguera. Actualment és considerat un heroi a la República Txeca. A partir de 1417 la Universitat desenvolupa un programa hussita conservador i publica els Quatre articles de Praga (1419). Per aquest motiu, els alumnes catòlics estrangers deixen la Universitat, que llavors queda apartada del moviment cultural europeu.
En el segle xvi el luteranisme permet a la universitat tornar a establir contactes amb les universitats dels països protestants. El fracàs del protestantisme a Bohèmia obligarà a clausurar la Universitat, però es torna a obrir el 1622 a càrrec dels jesuïtes. L'Estat no torna a recuperar el control total de la Universitat fins al 1747.
El 1784 es produeix una notable millora de l'ensenyament universitari: per primera vegada les classes deixen de fer-se en llatí per a ser impartides en alemany. No serà fins al Despertar nacional txec (1848) que es planteja la necessitat d'emprar el txec a la docència.
A la Segona Guerra Mundial la comunitat universitària protestà enèrgicament per la invasió alemanya de Txecoslovàquia, el que costà la vida a molts alumnes i professors, així com el tancament de la Universitat i la seva substitució per una Universitat alemanya que depenia totalment del Tercer Reich. Amb l'alliberament de Praga pels aliats (1945), la Universitat alemanya fou clausurada i es reobrí la Universitat Carolina. Malgrat tot, després del cop d'estat comunista de 1948, la Universitat patí un control ferri de l'Estat, que no permetia un ensenyament lliure i imparcial, el que provocà molt malestar. Per això, fou la comunitat universitària la que estigué al capdavant de la Primavera de Praga (1968) i la Revolució de Vellut (1989), que provocaren la caiguda del comunisme a Txecoslovàquia.

## Instal·lacions
La Universitat Carolina de Praga no compta amb un campus, sinó que té els seus edificis escampats pel centre històrics de Praga, declarat Patrimoni de la Humanitat de la UNESCO. Malgrat tot, la Facultat de Medicina compta amb edificis a Pilsen i Hradec Kralove. La Facultat de Farmàcia té la seu a la ciutat de Hradec Kralove. Des de 2000 està dividida en les següents 17 facultats, totes elles amb autonomia pròpia:
- Facultat de Teologia Catòlica.
- Facultat de Teologia Protestant.
- Facultat de Teologia Hussita.
- Facultat de Dret.
- Facultat de Medicina.
- Facultat de Ciències Naturals.
- Facultat de Matemàtiques i Física.
- Facultat de Pedagogia.
- Facultat de Ciències Socials.
- Facultat d'Humanitats.
- Facultat d'Art i Filosofia.
- Facultat d'Educació Física i Esport.
- Facultat de Farmàcia.

L'edifici principal de la Universitat rep el nom de Karolinum i es troba en ple barri antic (Staré Mesto) de Praga. Fou donada pel banquer Rotlev a la Universitat, que ordenà la seva remodelació a FM Kanka el 1518. Actualment és la seu de les oficines principals i el rectorat i acull exposicions d'art contemporani obertes al públic general.
La Biblioteca Central de la Universitat Carolina de Praga (que també és la Biblioteca Nacional de la República Txeca) està situada a l'edifici històric anomenat Klementinum, situat també al barri d'Staré Město de Praga. Construït el segle xvi fou la seu del Col·legi dels Jesuïtes de Praga. Com el Karolinum també és obra d'FM Kanka. Es tracta del conjunt monumental més important de la ciutat, només per darrere del Castell. Disposa d'un fons de més de 5 milions de volums (entre els quals destaquen 6.000 manuscrits com el Codi de Vyšehrad i 4.000 incunables).

## Professors destacats
- Bernard Bolzano (1781-1848), filòsof i matemàtic.
- Mateu de Cracòvia, teòleg.
- Jan Hus, teòleg.
- Jakob Philipp Kulik (1793-1863), matemàtic.
- Jan Sokol (1936 -2021), filòsof

## Alumnes destacats
- Friedrich Hopfner, astrònom.
- Josef Jungmann, poeta, lingüista i posteriorment professor i rector de la mateixa universitat.
- Julius Kalaš (1902-1967), jurista, pianista i compositor musical.
- Josef Lipavský (1772-1810), músic i compositor.

## Convenis amb altres universitats
La Universitat Carolina de Praga és membre del Grup Coïmbra, l'Europaeumi de l'Associació Universitària Europea. A més, manté signat un conveni amb la Xarxa d'Universitats Institut Joan Lluís Vives per a intercanvis d'estudiants del lectorat de català amb universitats dels Països Catalans.
El 2001 signà la Declaració de Bolonya, per la qual ingressà en l'Espai Europeu d'Ensenyament Superior, juntament amb la resta d'universitats de la Unió Europea.